# Sävarån

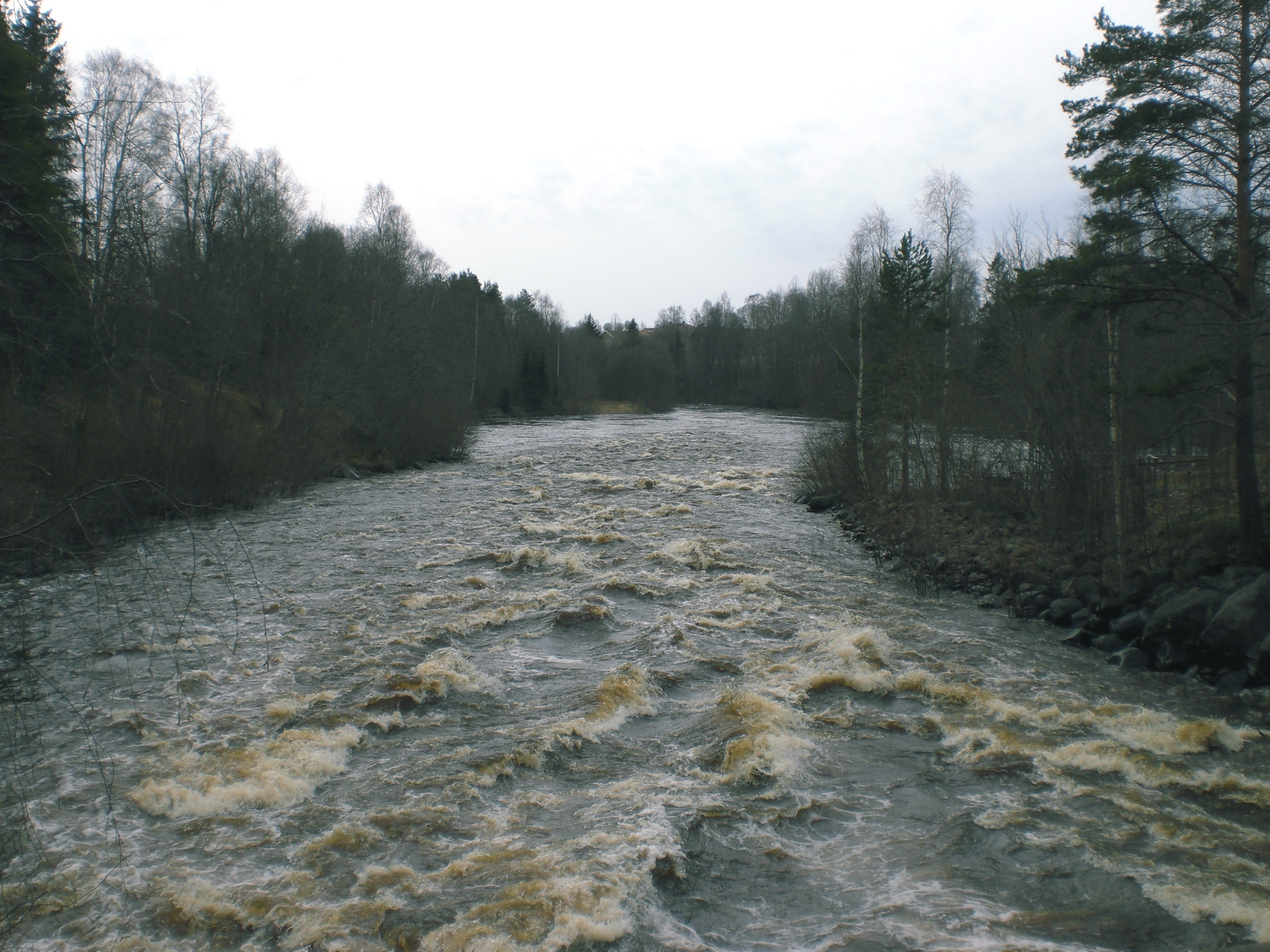
Vårflod i Sävarån, fotad nedströms från Maskinåbron i Sävar

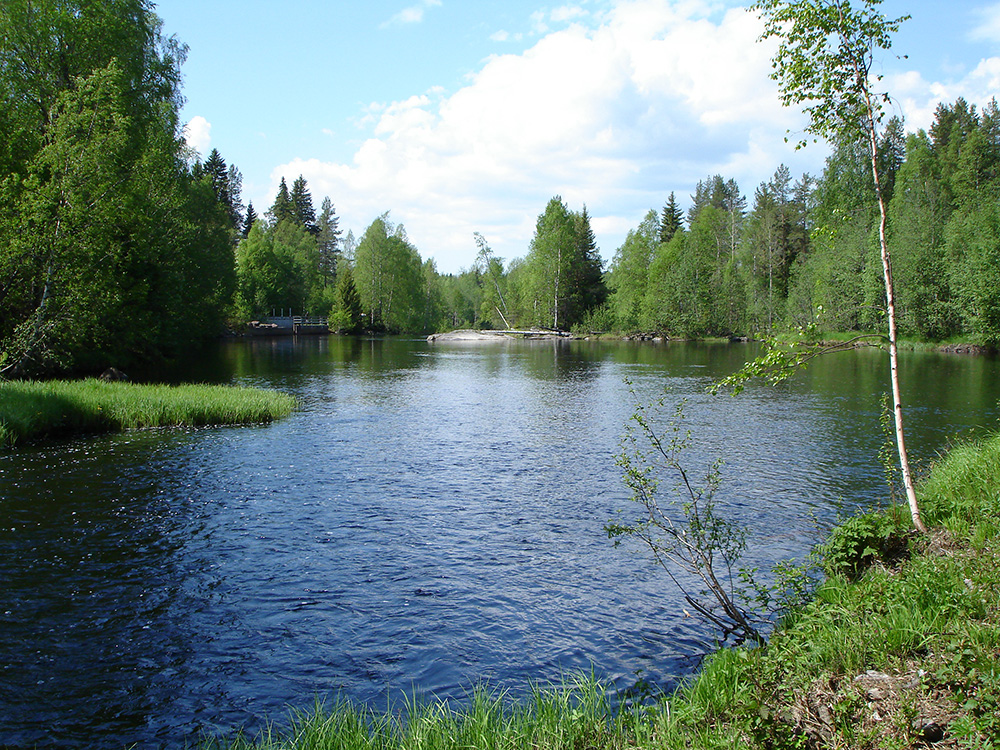
Pålböleåns utflöde i Sävarån.

Sävarån (umesamiska Saarejeänoe) är en skogsälv i mellersta och södra Västerbotten, i Skellefteå, Vindelns och Umeå kommuner. Längden är cirka 140 km och avrinningsområdet 1 161 km² (7 % vatten). SMHI-nr är 26. Medelvattenföringen är 14,0 m³/s. Sävarån rinner upp i Lossmenträsket, 261 m ö.h., 30 km söder om Norsjö, och flyter via Storsävarträsket och Lillsävarträsket förbi Botsmark och Bullmark ner förbi Sävar, för att därefter mynna i Sävarfjärden i Bottenviken. Sävarån är klassad som riksintresse och en del av ån är sedan 1998 skyddad i ett Natura 2000-område. Där nedre delen ingår i naturreservatet Nedre Sävarån. 

## Detaljerad beskrivning av Sävaråns lopp
Efter Lossmenträsket rinner ån sydostvart mot Trehörningssjön och Stor-Godträsket i Vindelns kommun, för att i Stor-Renträsket återkomma till Skellefteå kommun i några kilometer. I Stor-Renträsket mottar Sävarån också från vänster Knipån från Knipträsket. Åter i Vindelns kommun bildar Sävarån sjön Torrträsket och passerar stambanan just vid utloppet därifrån. Några kilometer senare, efter ett stort myrområde, återvänder ån till Skellefteå kommun och bildar Lappsjön. Här mottar Sävarån även högerbiflödet Ekån från Stor-Ekträsket. Åter i Vindelns kommun bildar den flodområdets största sjö, Storsävarträsket (242 m ö.h.). I sitt övre, sjörika lopp har Sävarån endast fallit 20 m på mer än 30 km, en fallhöjd på mindre än 1 m/km. 
Efter det milslånga Storsävarträsket fortsätter ån åt sydost till det föga mindre Lillsävarträsket (240 m ö.h.) i samma lugna tempo. Lillsävarträsket sträcker sig in i Umeå kommun, och efter utloppet från denna sjö blir ån betydligt vildare. I Botsmark tar Sävarån från vänster emot Norsån från Norsträsket och strax nedströms Gravmark ansluter sig Gravan, likaså från vänster. Mellan Botsmark och Bullmark finns ett otal kraftiga forsar och fall, bland annat Krokbäcksfallet och den 1,5 kilometer långa Långforsen.
Efter Bullmark börjar ån vandra lugnare och rent av meandrar några kilometer före Gunnismark. I Pålböle följer åter en del forsar: Laxgårdsforsen och Hässängesforsen. Biflödet Pålböleån förenar sig från vänster strax nedströms Pålböle. Vid inflödet i Sävar följer åter en del kraftiga forsar, men efter Sävar och E4-bron är ån ett utmärkt kanotvatten för nybörjare. Lugnt och stilla rinner ån rakt söderut och mynnar i Sävarfjärden cirka två kilometer norr om Skeppsvik. Den nedersta fjärden före mynningen kallas Trälhavet.

## Djur- och växtliv
Sävarån har ett av Sveriges allra tätaste bäverbestånd. I vattensystemet finns även bisam, utter, flodpärlmussla, öring, harr, lax, gädda, abborre och lake. Sävaråns nedre del är en viktig rast- och näringsplats för änder och vadare. Dalgången har bland annat landets nordligaste förekomst av granbräken och översvämningsområdena nära mynningen har mycket ovanliga lövsumpskogar med gråal och vide.
Hela avrinningsområdet är upptaget som Natura 2000-området.

## Exploatering

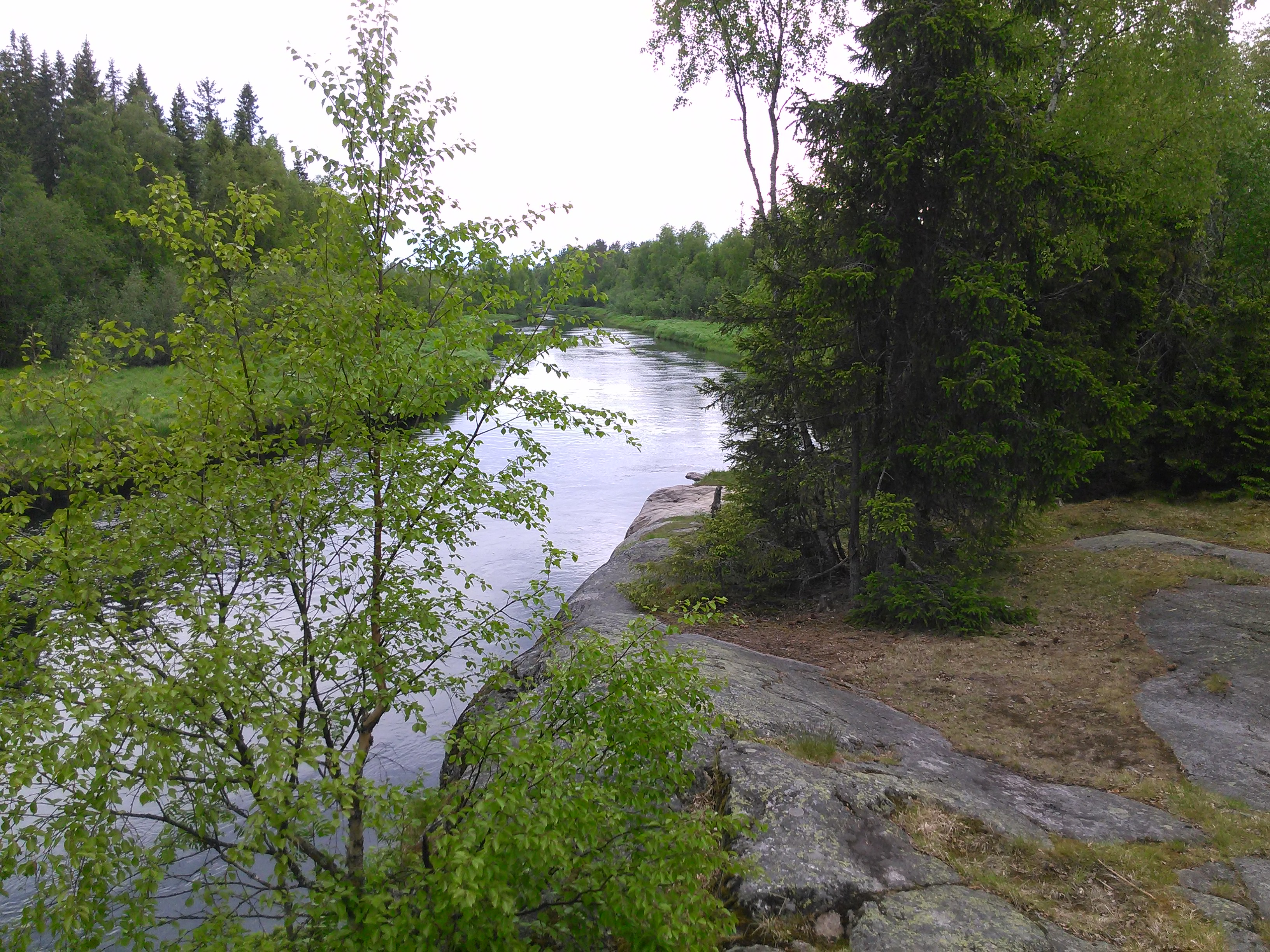
Sävarån vid en iordninggjord grillplats för paddlare.

### Sågverk och järnbruk
Forsarna i Sävar användes under slutet av 1700-talet samt under 1800-talet för att driva ett sågverk och ett järnbruk tillhörigt Sävar bruk. I biflödet Pålböleån anlades vid ungefär samma tid Johannisfors bruk.

### Flottning
När Sävar sågverk anlades på 1780-talet var ån inte iordningställd för flottning. Det tog två år att flotta timmer från åns övre delar ned till sågverket. Därefter skedde omfattande strömrensningar och dammbyggnationer så att Sävarån 1907 hade 161 km flottled. Under första halvan av 1900-talet utfördes ytterligare arbeten så att flottleden 1946 var 445 km, fördelad på 230 km huvudflottleder och 215 km biflottleder. Redan på 1950-talets början upphörde emellertid flottningen i Sävarån.

### Elkraft
I Sävarån finns mindre vattenkraftverk i Kroknäs och Sävar. Vattenflödet regleras dock inte.